# شاهین‌های مقدس
شاهین‌های مقدس یا هیروفالکون‌ها چهار گونه از شاهینهای نزدیک به هم هستند که زیرسردهٔ Hierofalco را تشکیل می‌دهند:
- لاچین، Falco biarmicus
- شاهین بلوچی، Falco jugger
- بالابان، Falco cherrug
- شنقار، Falco rusticolus

شاهین سیاه استرالیا گاهی وابسته به شاهین‌های مقدس در نظر گرفته می‌شود: در واقع به نظر می‌رسد که به‌طور نسبی نزدیک به آنها باشد.
آنها نمایانگر اعضای سردهٔ خود هستند که از نظر ظاهری شبیه گونه‌هایی مانند شاهین بحری هستند، اما معمولاً دارای فئوملانین‌های بیشتری هستند که رنگ‌های مایل به قرمز یا قهوه‌ای را ایجاد می‌کنند و به‌طور کلی پرهایی با طرح قوی‌تر شبیه بازها هستند. سطح زیرین آنها معمولاً دارای الگوی طولی لکه‌های تیره، خطوط یا نشانه‌های سر پیکانی است. آن‌ها معمولاً در پرواز همسطح شکار می‌کنند، بیشتر شبیه بازها هستند تا بحری‌های دارای حمله شیرجه‌ای یا لیل‌ها خود با فعالیت‌های آکروباتیک خود شکار می‌کنند.
مطالعات اخیر داده‌های توالی دی‌ان‌ای تأیید کرده‌اند که هیروفالکون‌ها یک گروه تک‌تبار هستند و اتفاقاً دورگه‌سازی در مجموعه گونه‌های کنونی بیداد می‌کند. نتایج اولیه تجزیه و تحلیل‌های توالی سیتوکروم بی mtDNA که نشان می‌دهد آنها در بین تمام شاهین‌های زنده بنیادی هستند، به‌دلیل کمیت اشتباه بود (Wink & Sauer-Gürth 2000). شاهین مرغزار که از نظر جغرافیایی کاملاً متمایز است، به دلیل رنگ‌آمیزی مشابه، گاهی با هیروفالکون‌ها قرار می‌گرفت. اکنون در نظر گرفته می‌شود که به این زیرسرده تعلق ندارد، شباهت‌ها نتیجه فرگشت هم‌گرا در سازگاری با زیستگاه مشابه است.
نام آنها ممکن است به معنای "شاهین مقدس" (واژهٔ یونانی ἱερος = "مقدس") یا "باز-شاهین" (یونانی ἱεραξ = "شاهین" باشد، اما با یک اشتباه گرامری یونانی: شکل ترکیبی درست آن، ἱεραξ "hieraco-" است).